# The Hundred Line: Last Defense Academy
The Hundred Line: Last Defense Academy est un jeu vidéo d'aventure et jeu de rôle tactique (tactical RPG) développé par Too Kyo Games et Media.Vision, et publié par Aniplex. Il est sorti le 24 avril 2025 sur Nintendo Switch et PC (Steam).

## Synopsis
L'histoire suit Takumi Sumino, un lycéen ordinaire dont la vie paisible est bouleversée lorsque des monstres envahissent sa ville natale et l'attaquent, lui et ses amis. Au milieu des décombres, il est trouvé par une entité appelée Sirei, décrite comme une « mystérieuse mascotte d'école », qui éveille en lui des pouvoirs étranges appelés « Hemoanima »,.
Par la suite, Sirei recrute Takumi et quatorze autres adolescents pour intégrer l'Académie de la dernière défense (Last Defense Academy), une école militaire où ils rejoignent l'Unité spéciale de défense (Special Defense Unit) afin de préserver l'école contre les monstres, connues sous le nom de « School Invaders », pendant cent jours.

## Système de jeu
Le jeu combine des éléments de stratégie et de RPG, avec des combats tactiques et une exploration approfondie de l'école. Le joueur doit préparer des batailles avec les autres lycéens et engager les créatures envahissantes dans des combats de RPG stratégiques.
Le jeu propose également une histoire dont le scénario est rédigé par Kazutaka Kodaka et Kotaro Uchikoshi, fidèle aux œuvres précédentes des créateurs (dont les séries Danganronpa et Zero Escape (en)). En ce sens, il partage des similitudes avec les tactical RPG, à l'instar des opus de la franchise Fire Emblem, et les visual novels.
The Hundred Line s'inscrit également dans le cadre d'un jeu narratif à choix multiples, où l'histoire racontée est vouée à évoluer en fonction des décisions prises par le joueur, avec une centaine de fins possibles. Le jeu présente également, indépendamment des sessions de combat proches du tactical-RPG, des périodes de temps libre avec les différents personnages de l'Unité spéciale de défense afin d'améliorer leur relation avec le protagoniste, incarné par le joueur.

## Développement
Le jeu est révélé pour la première fois en 2018 sous le titre initial Extreme X Despair. Après quelques révisions, il a été retravaillé pour devenir The Hundred Line: Last Defense Academy. Le projet connaît plusieurs difficultés lors de sa conception, notamment des problèmes financiers pour Too Kyo Games après l'annulation du jeu par son éditeur initial.
Le projet devait initialement être publié par une autre société en 2017, mais le plan n'a pas abouti et le studio a contracté un prêt. Cela les a conduits à s'endetter pour financer le développement de The Hundred Line,. Peu après, ils se sont mis à la recherche d'un autre éditeur pour le jeu et ont rencontré Aniplex, qui s'est ensuite chargé de la publication. Grâce à leur partenariat, le développement du jeu s'est déroulé de manière plus fluide.
Les versions japonaise et anglaise du jeu sont prévues pour sortir simultanément le même jour. Le jeu a été annoncé lors d'un Nintendo Direct le 18 juin 2024 et sa date de sortie est annoncée sur Nintendo Switch et Steam pour le 24 avril 2025. L'édition physique du jeu est distribuée en Amérique du Nord par XSEED Games,. Le 18 février 2025, une démo présentant le prologue du jeu est rendu disponible sur la plateforme Steam.
Bien que The Hundred Line soit disponible en japonais, anglais et chinois (simplifié et traditionnel) lors de sa sortie, une localisation ultérieure du jeu en français et en espagnol est envisagée. À cet égard, le co-réalisateur du jeu, Kazutaka Kodaka, est resté ouvert à l'idée de contacter à terme plusieurs sociétés dans le but d'effectuer une traduction du jeu dans d'autres langues. La localisation multilingue du jeu est toutefois conditionnée par ses ventes et son succès commercial, tandis que le studio ne songe pas à un portage de The Hundred Line sur d'autres plateformes pour le moment,. 

## Accueil

### Critique
The Hundred Line: Last Defense Academy est accueilli positivement par la critique, avec une note moyenne de 85 % sur Metacritic et sur OpenCritic.

### Ventes
The Hundred Line: Last Defense Academy s'est vendue à plus de 25 000 exemplaires physiques lors de ses deux premières semaines de commercialisation au Japon. Alana Hagues, écrivant pour Nintendo Life, estime ces chiffres de vente comme « assez bas » tout en étant des niveaux de vente standard pour la Nintendo Switch au cours des dernières semaine. Le jeu se classe, à cette même période, parmi les premières ventes en téléchargement sur le Nintendo eShop en France,.
Trois semaines après sa sortie, le co-réalisateur du jeu annonce que The Hundred Line « se vend bien », bénéficiant du relais de joueurs consécutivement à la situation critique de la société. Des observateurs suggèrent notamment le rôle de la promotion du jeu par le réalisateur de Clair Obscur: Expedition 33, autre jeu de rôle sorti le même jour que The Hundred Line, dans la reprise des ventes de ce dernier,.